# Гуяквилска катерица
Гуяквилската катерица (Sciurus stramineus) е вид бозайник от семейство Катерицови (Sciuridae).

## Разпространение и местообитание
Разпространен е в Еквадор и Перу.